# アルバーノ湖
アルバーノ湖（イタリア語: Lago Albano, Lago di Albano）は、イタリア共和国ラーツィオ州にある湖。ローマ市の南東約20kmに位置するカルデラ湖で、湖畔にはローマ教皇の別荘（ガンドルフォ城）がある。

## 名称
ラテン語では、アルバヌス湖とよばれた。カステルガンドルフォ湖 (Lago di Castelgandolfo) とも呼ばれる。

## 地理
ブラッチャーノ湖やボルセーナ湖と同様のカルデラ湖で、長さ3.5km、幅2.3kmの丸い形をしている。外輪山はコッリ・アルバーニ（アルバーノ丘陵）と呼ばれる丘陵地帯の一部となっている。そばにはネミ湖がある。大きな流入河川や流出河川はない。
行政上はラーツィオ州ローマ県カステル・ガンドルフォに属する。湖畔の観光地はカステル・ガンドルフォにあり、山上にあるローマ教皇の別荘（ガンドルフォ城）から見下ろせる。
ローマの建国伝説に登場するアルバ・ロンガも、この湖の付近にあったと考えられている。